# Gegeneraliseerde riemannhypothese
Een gegeneraliseerde riemannhypothese is een van de mogelijke generalisaties van de riemannhypothese.
In de getaltheorie, een deelgebied van de wiskunde, is de riemannhypothese een van de belangrijkste vermoedens. Het is een bewering over de nulpunten van de Riemann-zèta-functie. Verschillende meetkundige en rekenkundige objecten kunnen worden beschreven door zogenaamde globale L-functies, die formeel van dezelfde aard zijn als de Riemann-zèta-functie. Men kan dan ook dezelfde vraag stellen over de nulpunten van deze L-functies als de riemannhypothese stelt over de nulpunten van de Riemann-zèta-functie. Hierdoor ontstaan diverse generalisaties van de riemannhypothese. Veel wiskundigen zijn van mening dat deze generalisaties waar zijn. De enige gevallen van deze vermoedens die tot nu toe zijn bewezen, hebben echter betrekking op het geval van functielichamen/-velden (dus niet op het geval van getallenlichamen).